# Mamoudou Gassama
Mamoudou Gassama (* 1. Januar 1996 in Yaguine) ist ein aus Mali stammender französischer Staatsbürger. Er wurde als „Spiderman von Paris“ bekannt, als er ein von einem Balkon hängendes Kind rettete.

## Leben
Mamoudou Gassama wurde in Mali geboren. Er flüchtete über Burkina Faso, Niger und Libyen. Von dort aus floh er über das Mittelmeer nach Italien, wo er ein Asylgesuch stellte. Er durfte eigentlich in Italien bleiben, aber reiste im September 2017 nach Frankreich, um seinen älteren Bruder zu besuchen, und hielt sich illegal in Paris auf.
Am 26. Mai 2018 rettete er im 18. Arrondissement von Paris ein vierjähriges Kind, das sich auf einem Balkon nur noch mit den Fingerspitzen festhalten konnte. Dabei kletterte er innerhalb von 30 Sekunden vier Stockwerke eines Hochhauses hoch. Ein Video der Rettungsaktion verbreitete sich anschließend blitzschnell weltweit. International wurde in zahlreichen Medien über den Vorfall berichtet. Die Medien gaben Gassama den Spitznamen „Spiderman von Paris“ beziehungsweise „Spider-Man of the 18th“ in Anlehnung an das Viertel, wo sich die Rettungsaktion zugetragen hatte.
Am 28. Mai 2018 traf der französische Präsident Emmanuel Macron Gassama im Élysée-Palast und überreichte ihm die Médaille d’honneur pour acte de courage et de dévouement, eine Tapferkeitsmedaille. Macron persönlich setzte sich außerdem dafür ein, dass Gassama die französische Staatsbürgerschaft erhielt. Am 24. Juni 2018 verlieh ihm außerdem Anne Hidalgo, die Bürgermeisterin von Paris, die Médaille de la Ville de Paris. Am 25. Juni 2018 nahm er in den USA des Weiteren den BET Humanitarian Award in Empfang, den der US-amerikanische Fernsehsender Black Entertainment Television an schwarze Persönlichkeiten verleiht, die sich sozial engagieren.
Am 28. Juni 2018 bekam Gassama einen Zehnmonatsvertrag bei der Feuerwehr von Paris. Es gelang ihm jedoch nicht, diesen Beruf länger auszuüben. In den Jahren danach wechselte er zwischen Arbeitslosigkeit und prekärer Arbeit. Seit Dezember 2023 ist er verheiratet und Vater von zwei Kindern. Er arbeitet als Wachmann und hat meistens befristete Verträge. Die Wohnung in Montreuil wurde ihm von der Stadt vermittelt. Er sagt, dass er mit seinem Leben zufrieden sei und sich auf Job und Familie konzentriere.

## Kritik im Umgang mit Gassama
Kurz nach den zahlreichen Ehrungen wurden Stimmen laut, dass Emmanuel Macron sich nur für die Einbürgerung von Gassama eingesetzt habe, um von seiner restriktiven Einwanderungspolitik abzulenken. Kurz vorher waren die Gesetze verschärft worden, um illegale Immigranten schneller in ihre Heimatländer abzuschieben.

## Popkulturelle Referenzen
Die französische Hip-Hop-Gruppe Sniper veröffentlichte 2018 das Lied Empire auf dem Album Personnalité Suspecte Vol.1, das eine Hommage an Gassama enthielt.
Die Karikatur Good Migrant, Bad Migrant? von Tjeerd Royaards zeigte die Kletterszene aus dem Video einmal als Zeichnung am Hochhaus als „guter Migrant“ und einmal an einem Grenzzaun Europas als „böser Migrant“. Die Karikatur verbreitete sich ebenfalls überaus schnell. Für diese Zeichnung erhielt Royaards den jährlich vergebenen Inktspotprijs für politische Karikaturen.